# Tây Ban Nha Habsburg
Tây Ban Nha Habsburg đề cập đến lịch sử Tây Ban Nha trong thế kỷ 16 và 17 (1516-1700), khi nó được cai trị bởi các vị vua từ nhà Habsburg (cũng liên quan đến vai trò của nó trong Lịch sử Trung Âu). Các nhà cai trị Habsburg (chủ yếu là Carlos I và Felipe II) đã đạt đến đỉnh cao về ảnh hưởng và quyền lực của họ. Họ đã kiểm soát lãnh thổ bao gồm châu Mỹ, Đông Ấn, các quốc gia và Vùng Hạ thấp hiện tại ở Pháp và Đức ở Châu Âu, Đế quốc Bồ Đào Nha từ năm 1580 đến 1640, và các vùng lãnh thổ khác như các vùng nhỏ như Ceuta và Oran ở Bắc Phi. Giai đoạn này của lịch sử Tây Ban Nha cũng được gọi là "Thời đại mở rộng".
Dưới thời Habsburg, Tây Ban Nha thống trị châu Âu về mặt chính trị và quân sự trong nhiều thế kỷ XVI và XVII nhưng đã trải qua một sự suy giảm dần dần trong nửa sau của thế kỷ XVII dưới thời vua Habsburg.
Những năm của Habsburg cũng là thời đại hoàng kim Tây Ban Nha về sự nở hoa văn hóa. Trong số các nhân vật xuất sắc nhất của thời kỳ này là Têrêsa thành Ávila, Pedro Calderón de la Barca, Miguel de Cervantes, El Greco, Domingo de Soto, Francisco Suárez, Diego Velázquez và Francisco de Vitoria.

Huy hiệu của Carlos I, đại diện cho lãnh thổ của ông ở Tây Ban Nha (trên cùng) và các tài sản châu Âu khác của ông (dưới cùng).

"Tây Ban Nha" trong thời kỳ này bao phủ toàn bộ bán đảo, về mặt chính trị, một liên bang bao gồm một số vương quốc độc lập theo danh nghĩa trong sự kết hợp cá nhân: Aragon, Castila, León, Navarre, và từ năm 1580, Bồ Đào Nha. Trong một số trường hợp, các vương quốc riêng lẻ này là các liên bang, đặc biệt là Vương quốc Aragon (Công quốc Catalonia, Vương quốc Aragon, Valecia và Mallorca).
Cuộc hôn nhân của Isabel I của Castilla và Ferrando II của Aragón năm 1469 đã cho phép kết hợp hai trong số các vương quốc lớn nhất là Castilla và Aragón, dẫn tới chiến dịch thành công của họ chống lại Moors, đạt đến đỉnh cao cuộc chinh phục Granada năm 1492.
Isabella và Fernando được Giáo hoàng Alexanđê VI phong tặng danh hiệu là Quân chủ Công giáo Công giáo (tiếng Tây Ban Nha hiện đại: Monarquía Católica) vẫn được sử dụng cho chế độ quân chủ theo Habshurg thuộc Tây Ban Nha. Giai đoạn Habsburg được hình thành theo khái niệm "Tây Ban Nha" theo nghĩa đã được thể chế hóa vào thế kỷ 18. Từ thế kỷ 17, trong và sau khi kết thúc Liên minh Iberia, chế độ quân chủ Habsburg ở Tây Ban Nha còn được gọi là "Chế độ quân chủ Tây Ban Nha" hay "chế độ quân chủ Tây Ban Nha" cùng với hình thức chung của Vương quốc Tây Ban Nha.
Tây Ban Nha là một quốc gia thống nhất đã được đưa ra sau khi cái chết vào năm 1700 của Carlos II và sự tuyệt tự dòng nam của vương tộc Habsburg của Tây Ban Nha, và sự thăng thiên của Felipe V và lễ nhậm chức của nhà Bourbon và các cuộc cải cách trung tâm, những người ở Pháp.